# Hormus (Insel)

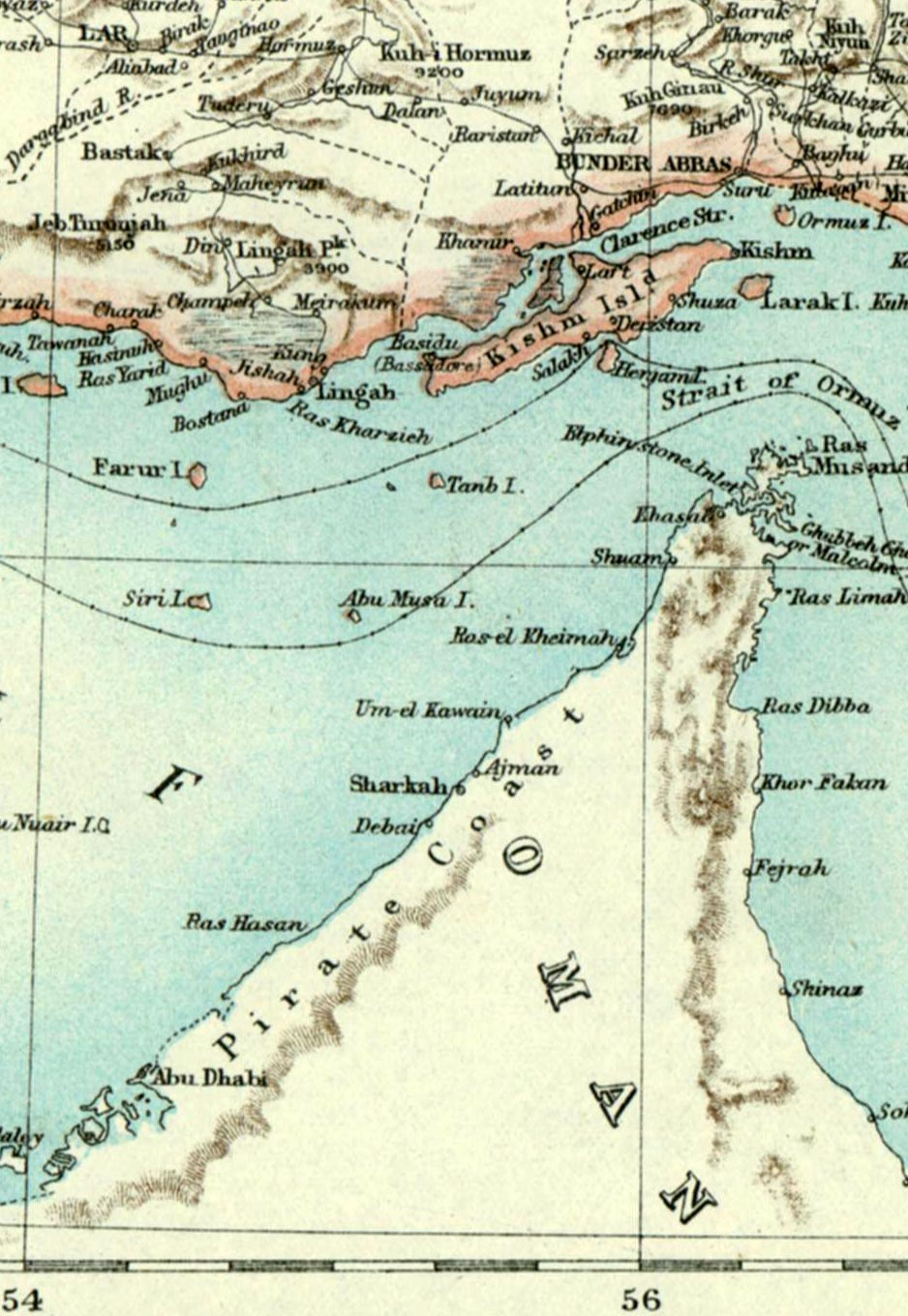
Lage der Insel Hormus („Ormuz“)

Hormus oder Hormuz  (persisch هرمز Hormoz, älter auch Ormuz) ist eine zu Iran gehörige kahle Felseninsel im Persischen Golf und liegt 18 Kilometer östlich der Insel Qeschm in der Straße von Hormus.

## Geographie
Hormus liegt 16 Kilometer südlich der iranischen Küste (nahe Bandar Abbas) und ist beinahe kreisrund. Die Oberfläche der Insel beträgt etwa 42 Quadratkilometer und besteht hauptsächlich aus Sedimentgesteinen. Ihr höchster Punkt liegt 186 Meter über dem Meeresspiegel. Hormus hat weder Süßwasser noch nennenswerte Vegetation aufzuweisen.

## Geschichte
Die Insel war in der Antike als Organa und in der islamischen Epoche als Dscharun bekannt. Hormus hingegen war ursprünglich der Name der bedeutenden Hafenstadt auf dem Festland nordöstlich der Insel (unweit des heutigen Minab), die den Mittelpunkt eines Fürstentums Ormus bildete und in den Jahren 1272 und 1293 von Marco Polo besucht wurde. Kurz danach (um 1315) beschloss Hormus' Herrscher, der Emir Baha ad-Din Ayaz, aufgrund mongolischer Kriegszüge an der Küste, seine Residenz auf die sichere Insel zu verlegen. Hier wurde eine neue Stadt gegründet, die noch für längere Zeit als Neu-Hormus im Gegensatz zu Alt-Hormus auf dem Festland bekannt war, bis diese verfiel. Mit der Zeit wurde so auch der Name der alten Stadt zur Bezeichnung für die ganze Insel.
Als Zentrum des Fürstentums war das neue Hormus auf der Insel ein schwieriger Standort, da alle Vorräte einschließlich des Trinkwassers vom Festland herbeigebracht werden mussten. In der von vielen Kriegen immer wieder betroffenen Umgebung der Meerenge jedoch erwies sich seine sichere Lage als günstig, sodass ein wichtiger Warenumschlagsplatz entstand, der aufgrund der wiederkehrenden Zerstörungen seiner Konkurrenten einige Jahrhunderte lang blühen konnte.
Unter der Herrschaft der Portugiesen (mit Unterbrechungen von 1515 bis 1622) war die Stadt Hormus an der Nordküste der Insel einer der wichtigsten Handelsplätze am Arabischen Meer und eine der reichsten Handelsstädte der Erde. Zu dieser Zeit lebten bis zu 40.000 Menschen auf Hormus. 1622 verstarb der englische Seefahrer William Baffin auf Hormus. Nachdem die Insel vom persischen Schah Abbas dem Großen mit Hilfe von sechs englischen Kriegsschiffen eingenommen worden war, verfiel das Handelszentrum und die Bedeutung von Hormus ging deutlich zurück. Es wurden weiterhin Steinsalz und Eisenerz (als Ballastgestein für die Segelschiffe) abgebaut. Abgesehen von den Fischern zog es einen Großteil seiner Bewohner aber saisonal zu den Feldern und Hainen an der Küste bei der ehemaligen alten Stadt Hormus.
Heute (2020) leben etwa 6.000 Menschen auf Hormus.

## Sehenswürdigkeiten
Aus der Epoche der portugiesischen Herrschaft stammt ein altes Fort der Portugiesen, die einzige verbliebene Sehenswürdigkeit der Insel.

## Wirtschaft und Infrastruktur
Hormus wird in beinahe allen Belangen vom Festland versorgt, da auf der Insel keine Trinkwasservorkommen existieren. Wichtige Einkommensquellen sind der Zigarettenschmuggel in die Vereinigten Arabischen Emirate und der Abbau des auf der Insel vorkommenden Roteisensteins, der für die pharmazeutische Industrie von Bedeutung ist. 

Bilder
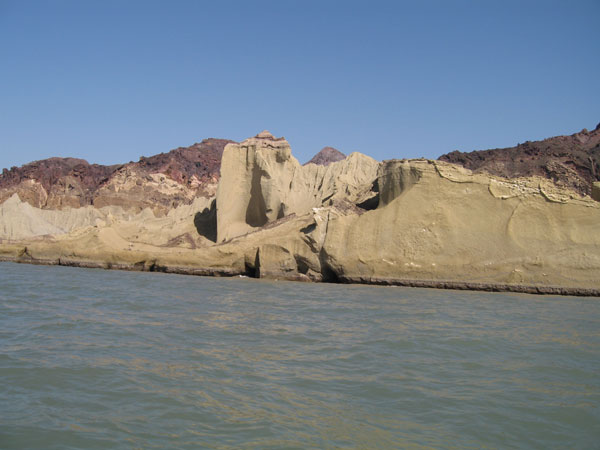
Küste
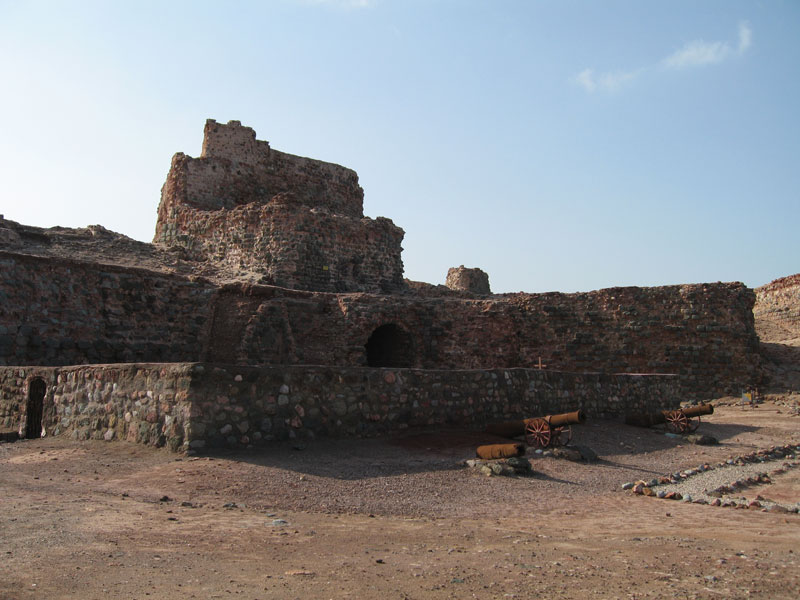
Portugiesisches Fort
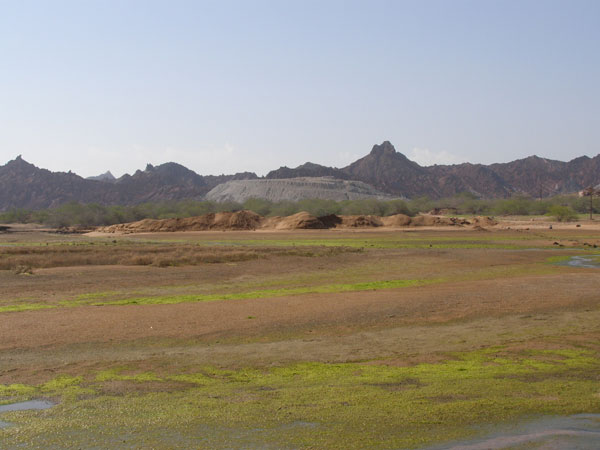
Hara Forests
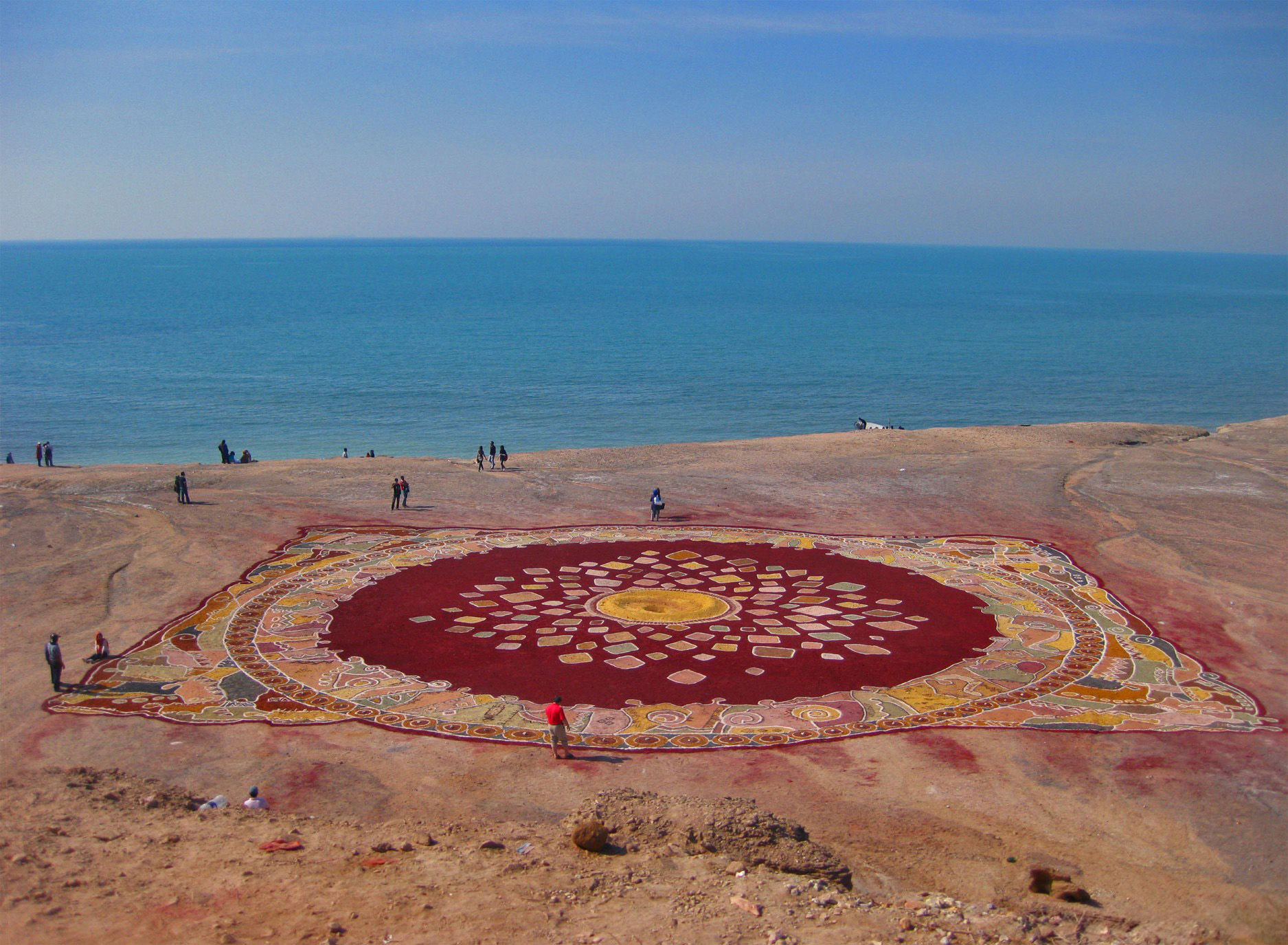
Kunst aus Ocker an den Stränden der Insel
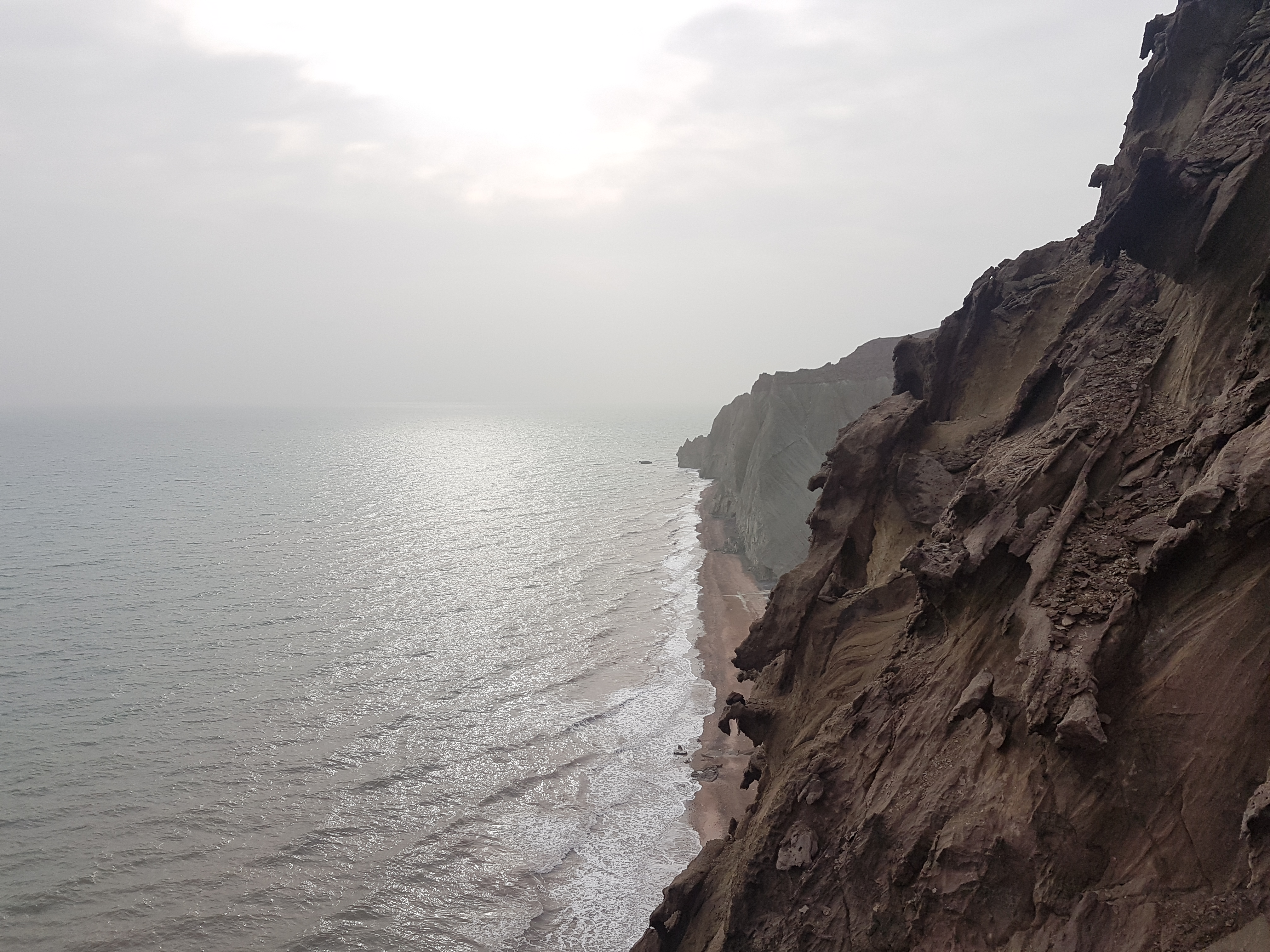
Kliffküste bzw. Felsenkliff der Insel
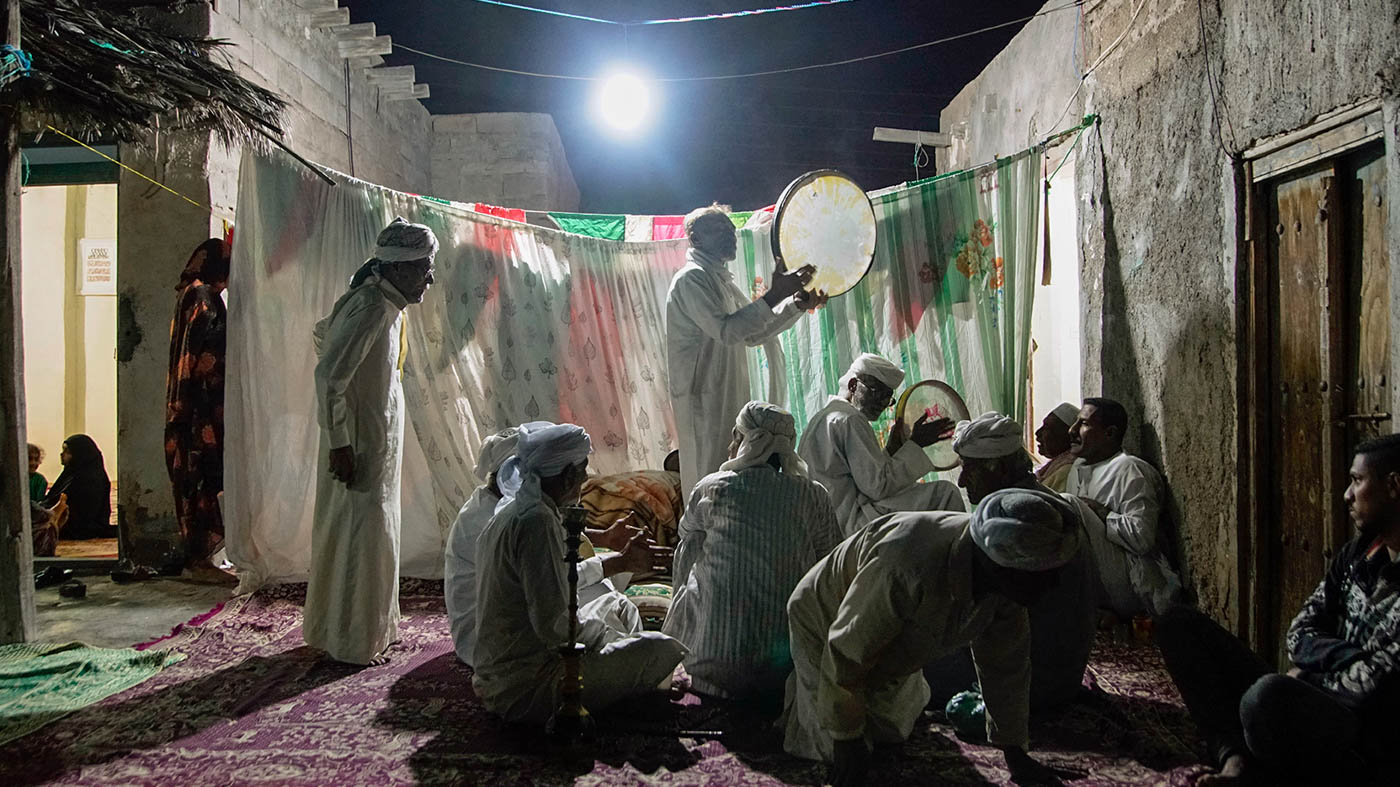
Zār-Zeremonie auf der Insel Hormus